# 迪韋德峰
60°43′S 45°12′W / 60.717°S 45.200°W
迪韋德峰（英語：Divide Peaks），是南極洲的山峰，位於南奧克尼群島的科羅內申島東南端，延伸4公里，最高點海拔高度640米，現時由南極條約體系管理。